# Damián Macaluso
Damián Rojas (Montevideo, Uruguay, 9 de marzo de 1980) es un Futbolista  que juega como zaguero y su equipo actual es  albion fc. de la  segunda División de Uruguay.

## Trayectoria
Damián Macaluso debutó en 1997 en Central Español y tras dos años fue traspasado a Italia, donde jugó para Sampdoria y Catania.  
En el año 2001 volvió a Sudamérica, jugó en Bella Vista y volvió a Central Español, además de pasar por Guatemala, jugando en Cobán Imperial donde fue campeón de la liga de ese país en 2004, siendo el máximo referente del equipo cobanero. A mediados de 2004 regresó a Europa, fue parte del club Venezia y del Sambenedettese.  
Ha sido el único jugador extranjero que después de salir de la liga guatemalteca se fue a Europa, rindiendo con buen nivel en Italia y Francia. 
Tras cuatro años en el Nancy de Francia, pasó a Veracrúz en México para luego ser transferido a Gimnasia y Esgrima de La Plata. En junio de 2012 volvió a Uruguay, firmando contrato con Peñarol, convirtiendo su primer gol con la camiseta aurinegra el 4 de noviembre de 2012 frente a Defensor Sporting,fue campeón uruguayo con Peñarol en la temporada 2012-13 . 
En tanto que su primer gol clásico se dio el pasado 27 de abril de 2014, ante el tradicional rival Nacional en el partido que Peñarol lo goleó por cinco goles a cero.

### Selección nacional
En 1999, Macaluso participó con la selección uruguaya Sub-20 tanto en el Campeonato Sudamericano Sub-20 de 1999 Argentina como en la Copa Mundial Sub-20 de 1999 en  Nigeria , donde terminó segundo y cuarto.  
En el transcurso del torneo en Argentina, fue entrenado por Víctor Púa seis veces (sin goles)

### Participaciones en la selección sub-20
| Copa                        | Sede      | Resultado    | Partidos | Goles |
| --------------------------- | --------- | ------------ | -------- | ----- |
| Sudamericano Sub-20 de 1999 | Argentina | Subcampeón   | 6        | 0     |
| Copa Mundial Sub-20 de 1999 | Nigeria   | Cuarto lugar | -        | -     |

## Clubes
| Club                        | País      | Año       | Partidos | Goles |                        |       |
| --------------------------- | --------- | --------- | -------- | ----- | ---------------------- | ----- |
| Central Español             | Uruguay   | 1997-1998 | 28       | 1     |                        |       |
| Racing Montevideo           | Uruguay   | 1999      | 21       | 1     |                        |       |
| River Plate                 | Uruguay   | 1999      | ?        | ?     |                        |       |
| Sampdoria                   | Italia    | 1999-2000 | 0        | 0     |                        |       |
| Catania Calcio              | Italia    | 2000-2001 | 7        | 0     |                        |       |
| Bella Vista                 | Uruguay   | 2001-2002 | 23       | 1     |                        |       |
| Central Español             | Uruguay   | 2003      | 10       | 1     |                        |       |
| Cobán Imperial (cedido)     | Guatemala | 2003-2004 | 33       | 3     |                        |       |
| Venezia Calcio              | Italia    | 2004-2005 | 31       | 0     |                        |       |
| Sambenedettese              | Italia    | 2005-2006 | 31       | 1     |                        |       |
| Nancy                       | Francia   | 2006-2010 | 71       | 4     |                        |       |
| Veracruz                    | México    | 2010-2011 | 30       | 2     |                        |       |
| Gimnasia y Esgrima La Plata | Argentina | 2011-2012 | 23       | 1     |                        |       |
| Peñarol                     | Uruguay   | 2012-2015 | 61       | 5     |                        |       |
| Liverpool                   | Uruguay   | 2015-2016 | 24       | 0     |                        |       |
| Juventud de Las Piedras     | Uruguay   | 2016-2017 | 31       | 2     |                        |       |
| Montevideo Wanderers        | Uruguay   | 2017-2021 | 70       | 4     | Club Atlántida Juniors | 2024- |
| Total                       |           |           | 494      | 26    |                        |       |

“

## Palmarés

### Títulos nacionales
| Título              | Club           | País      | Año     |
| ------------------- | -------------- | --------- | ------- |
| Torneo Clausura     | Cobán Imperial | Guatemala | 2004    |
| Campeonato Uruguayo | Peñarol        | Uruguay   | 2012-13 |
| Torneo Clausura     | Peñarol        | Uruguay   | 2014-15 |